# Etelvina Villanueva Saavedra
Etelvina Villanueva y Saavedra (1897–1969) va ser una poetessa i educadora boliviana.
El 1923, María Sánchez Bustamante va organitzar el primer grup feminista de Bolívia, "El Ateneo Femenino", amb els objectius d'assolir la igualtat civil i política, així com afavorir el seu creixement artístic. Les membres signants de la Carta van ser artistes, periodistes, professores i escriptores, entre elles: Leticia Antezana d'Alberti, Elvira Benguria, Fidelia Corral de Sánchez, Marina Lijerón (que més tard es casaria amb Betachini), Julia Reyes Ortiz de Cañedo, Ema Alina Palfray, Emma Pérez de Carvajal, María Josefa Saavedra, Ana Rosa Tornero de Bilbao la Vieja i Ana Rosa Vásquez. Van organitzar el seu propi diari "Eco Femenino" ". Des dels seus inicis.
A la dècada de 1930, va fundar un altre grup feminista important, la "Legión Femenina para la Educación Popular de Amèrica". Aquest grup buscava millorar l'estat de les dones, independentment de la classe social, a l'advocar per canvis en el codi legal. Proporcionaven assistència als pobres i defensaven mares solteres i els seus fills. Podien fer això perquè argumentaven que eren mares "naturals" i que això era una forma de maternitat, però a un nivell més alt i amb un nou terme, "maduresa social". A més d'això, l'organització va permetre que les dones bolivianes ingreséssin als debats feministes internacionals.